# Melissa Mathison
Melissa Mathison (* 3. Juni 1950 in Los Angeles, Kalifornien; † 4. November 2015 ebenda) war eine US-amerikanische Drehbuchautorin.

## Leben
Melissa Mathison war besonders durch das Drehbuch zum Steven-Spielberg-Film E.T. bekannt geworden, für das sie 1983 für den Oscar nominiert war. Außerdem wurde sie dafür mit dem Saturn Award ausgezeichnet. Auch das Drehbuch zum Kinofilm Kundun stammt von Mathison. 1979 entstand nach ihrem Drehbuch der Film Der schwarze Hengst, 1995 schrieb Mathison das Drehbuch zu Der Indianer im Küchenschrank. Nach 17 Jahren Pause war die Verfilmung von Roald Dahls Kinderbuch Sophiechen und der Riese (Originaltitel: The BFG), bei der Steven Spielberg Regie führte, ihre letzte Arbeit als Drehbuchautorin. Der Film befand sich zum Zeitpunkt ihres Todes in der Postproduktion und wurde 2016 unter dem Namen BFG – Big Friendly Giant veröffentlicht.
Sie war als Beraterin für die englische Sprachfassung des japanischen Films Ponyo – Das große Abenteuer am Meer tätig.
Mathison war mit dem Dalai Lama befreundet, den sie bei ihrer Arbeit zu Kundun kennengelernt hatte, und gehörte dem Vorstand der International Campaign for Tibet an.
Sie war die zweite Frau von Harrison Ford, mit dem sie von 1983 bis 2004 verheiratet war und zwei Kinder hatte.
Melissa Mathison starb zu Hause in Los Angeles an einem neuroendokrinen Tumor.

## Filmografie
- 1979: Der schwarze Hengst (The Black Stallion)
- 1982: Der große Zauber (The Escape Artist)
- 1982: E.T. – Der Außerirdische (E.T. the Extra-Terrestrial)
- 1983: Unheimliche Schattenlichter (Twilight Zone, Segment Two)
- 1991: General Custers letzte Schlacht (Son of the Morning Star, Fernsehzweiteiler)
- 1995: Der Indianer im Küchenschrank (The Indian in the Cupboard)
- 1997: Kundun
- 2016: BFG – Big Friendly Giant (The BFG)

## Auszeichnungen
- 1998: Light of Truth Award Grand Prix